# Erwin Rupp
Erwin Rupp (geboren am 11. Juni 1954 in Rohrbach am Gießhübel; gestorben am 15. Oktober 2018) war ein deutscher Fußballspieler.

## Leben
Im Alter von sechs Jahren begann Rupp in seinem Heimatort Rohrbach in der D-Jugend des FC Badenia Fußball zu spielen. Nach Durchlaufen der verschiedenen Altersklassen wurde er schließlich in der Herrenmannschaft seines Vereins eingesetzt. Ab der Saison 1973/74 spielte Rupp beim VfB Eppingen, der frisch in die 1. Amateurliga Nordbaden aufgestiegen war. Im Oktober 1974 gehörte er der Mannschaft an, die national Aufsehen erregte, weil sie in der 2. Hauptrunde des DFB-Pokals den Hamburger SV mit 2:1 bezwang. Von 1973 bis 1978 hatte der Mittelfeldtechniker für den VfB Eppingen 126 Verbandsspiele in der 1. Amateurliga Nordbaden bestritten und dabei 28 Tore für die Kraichgau-Elf erzielt. 1979 stieg Rupp mit den Eppingern in die Oberliga Baden-Württemberg auf. In der darauf folgenden Spielzeit wurde die Mannschaft Vizemeister hinter den Amateuren des VfB Stuttgart und stieg daher in die 2. Bundesliga auf. Dort konnte sich der VfB Eppingen nur eine Saison lang halten, Rupp kam in dieser Zeit auf 37 Zweitliga-Einsätze und erzielte dabei acht Tore.
Nach dem Abstieg verließ Rupp den VfB und schloss sich dem SV Sandhausen an. Mit den Kurpfälzern spielte Rupp über neun Spielzeiten in der Oberliga und konnte sowohl 1985 als auch 1987 die Meisterschaft feiern. In den aufgrund einer Umstrukturierung notwendig gewordenen Aufstiegsspielen konnte sich der SVS aber beide Male nicht durchsetzen, die von ihm angestrebte Rückkehr in die 2. Liga blieb Rupp daher verwehrt. Im Sommer 1990 wurde er im Rahmen eines Freundschaftsspiel gegen Borussia Dortmund in Sandhausen verabschiedet; zu diesem Zeitpunkt hatte er an 482 Spielen teilgenommen, davon 264 in der Oberliga, und 83 Tore erzielt. Anschließend wechselte er noch für vier Spielzeiten zur TSG Hoffenheim und ließ dort seine fußballerische Karriere ausklingen. Es gelangen die Aufstiege von der Kreisklasse A bis in die Landesliga.
Rupp wurde 37 mal in die Amateurauswahl des Badischen Fußballverbandes berufen. Nach seinem dortigen Ausscheiden wurde er zum Ehrenspielführer ernannt. Rupp war bis zu seinem Tod Mitglied des FC Badenia Rohrbach, im März 2017 wurde ihm dort die Ehrenmitgliedschaft verliehen.
Am 15. Oktober 2018 verstarb Erwin Rupp nach schwerer Krankheit. Er war verheiratet und hatte zwei Kinder.